# Carl Ferdinand Laeisz
Carl Ferdinand Laeisz (* 10. August 1853 in Hamburg; † 22. August 1900) war ein Hamburger Reeder, Seeversicherer und Mitglied der Hamburgischen Bürgerschaft.

## Leben
Laeisz wurde als Sohn des Reeders Carl Heinrich Laeisz und der Sophie Christine Knöhr (1831–1912) in Hamburg geboren, wo er aufwuchs und eine kaufmännische Ausbildung absolvierte, die er in London abschloss. Nach einer 2-jährigen Weltreise, trat er zu Beginn des Jahres 1879 in die von seinem Großvater Ferdinand Laeisz und seinem Vater geführte Reederei F. Laeisz als Teilhaber ein.
Neben dem Reedereigeschäft widmete sich Laeisz auch dem Seeversicherungsgeschäft. Außerdem beteiligte Laeisz sich auch an anderen Unternehmungen, so wurde er 1881 Direktor der Dampfschiff-Rhederei „Hansa“, die Liniendienste mit Dampfschiffen nach Philadelphia und Baltimore aufnahm. Nach einigen Jahren wechselte er in den Aufsichtsrat, bis die Reederei 1892 an die Hapag verkauft wurde.
Von 1884 bis zu seinem Tode gehörte Laeisz dem Vorstand der Handelskammer Hamburg an und wirkte von 1895 bis 1898 als ihr Präses. Laeisz war 1887 Mitbegründer der See-Berufsgenossenschaft, vor allem die Unfallverhütungsvorschriften und die Hinterbliebenenregelungen werden ihm zugeschrieben.
Von 1892 bis 1900 gehörte Laeisz der Hamburgischen Bürgerschaft an.
Laeisz war Mitglied im Flottenverein sowie der Hamburger Abteilung der Deutschen Kolonialgesellschaft. Er gehörte einigen Aufsichtsräten an, dem der Deutschen Dampfschiffahrtsgesellschaft Kosmos, der Deutsch-Australischen Dampfschiffs-Gesellschaft und dem der Norddeutschen Bank.
Carl Ferdinand Laeisz starb 47-jährig nach schwerer Krankheit im Jahre 1900 noch vor seinem Vater. Er hinterließ zwei Söhne, Herbert Ferdinand (1886–1918) und Erich Ferdinand Laeisz (25. Dezember 1888 bis 18. Januar 1958), die von der Großmutter Sophie Ch. Laeisz aufgezogen wurden. Erich F. Laeisz war der letzte männliche Nachkomme und Reedereinachfolger von Ferdinand Laeisz, nach dem Tod seines Bruders während des Ersten Weltkriegs.
Das Familiengrab Laeisz ist auf dem Friedhof Ohlsdorf, Lage V8.